# Tangkak
Tangkak – miasto w Malezji w stanie Johor. W 2000 roku liczyło 26 925 mieszkańców.